# Grande ordonnance de la marine
La grande ordonnance de la marine du 31 juillet 1681, aussi appelée code de la marine ou simplement ordonnance royale de 1681, dite aussi Ordonnance de Colbert, est une grande ordonnance royale française rédigée le 31 juillet 1681 sous le règne de Louis XIV, qui codifie de façon complète les usages en matière de transports maritimes (marine marchande).
Inspirée des coutumes et statuts des Provinces-Unies (Amsterdam et Anvers), elle a été établie sous l'égide de Colbert,; ses principes ont été repris en droit positif en 2006.

## Application

### Organisation de l'ordonnance
L'ordonnance est divisée en cinq livres, eux-mêmes subdivisés en plusieurs titres et chapitres :
1. Des officiers de l'amirauté
2. Des gens et des bâtiments de mer
3. Des contrats maritimes, chartes-parties, engagements et loyers des matelots ; prêts à la grosse, assurances, prises
4. De la police des ports, côtes, rades et rivages
5. De la pêche en mer

### La définition du domaine public maritime
L'ordonnance de 1681 dispose que « sera réputé bord et rivage de la mer tout ce qu’elle couvre et découvre pendant les nouvelles et pleines lunes, et jusqu'où le plus grand flot de mars se peut étendre sur les grèves ». C'était la base même de la notion du domaine public maritime, jusqu'à ce qu'elle soit précisée par l'arrêt Kreitmann du Conseil d'État du 12 octobre 1973 qui fixe les limites du domaine maritime « au point jusqu'où les plus hautes mers peuvent s'étendre en l'absence de perturbations météorologiques exceptionnelles, ».

### Applications connexes
Le texte réglemente la taille des mailles des filets de pêche, et fixe la période de récolte du goémon.
L'ordonnance de 1681 ordonne la destruction des pêcheries, des pièges à poissons et des bassins piscicoles qui empiètent illégalement sur le domaine public maritime, ce qui favorisa l'ensablement des estuaires et des marais qui ne furent plus entretenus, l'homme aidant même à leur comblement par des travaux d'assèchement, d'endiguement et de comblement, créant des polders, afin de gagner des terres à l'agriculture.
L'ordonnance de 1681 prévoit également la légalisation par les consuls français à l'étranger des actes établis par les autorités étrangères.
Avant 2006, l'ordonnance de la marine posait :

« Tous actes expédiés dans les pays étrangers où il y aura des consuls ne feront aucune foi, s’ils ne sont pas par eux légalisés »

L'abrogation de l'ordonnance, incluant les dispositions relatives aux légalisations de documents, aurait peut-être pu faire l'objet d'une erreur[Laquelle ?] qui serait partiellement réparée par les dispositions du décret no 2007-1205 du 10 août 2007 qui fixe les attributions des ambassadeurs et chefs de poste consulaire en matière de légalisation d’actes.

## Abrogation
L'ordonnance de la marine d'août 1681 a été formellement abrogée par l'article 7 de l'ordonnance no 2006-460 du 21 avril 2006 relative à la partie législative du code général de la propriété des personnes publiques, qui en a toutefois transposé les dispositions relatives à la définition du domaine public maritime, selon l'interprétation faite par l'arrêt Kreitmann, dans l'article L. 2111-4 du code général de la propriété des personnes publiques,.

## Antériorité
Avant l'ordonnance de 1681, les seuls documents législatifs qui réglaient l'activité maritime étaient :
- le capitulaire de Charlemagne, de littorum custodia[13], en 780,
- les jugements d'Oléron, donnés par la reine Éléonore en 1152,
- le consulat de la mer, approuvé en 1250 par Louis IX,
- les ordonnances relatives à l'amirauté, faites à l'occasion des droits des amiraux,
- une ordonnance de 1629.

## Commentaires
Le juriste René-Josué Valin (1695-1765) a publié en 1760, en collaboration avec Balthasar-Marie Émérigon, des commentaires sur l'ordonnance de 1681, qui ont fait autorité jusqu'au XIXe siècle.